# Fußball-Weltmeisterschaft 1990/Gruppe C
| Pl. | Land       | Sp. | S | U | N | Tore    | Diff. | Punkte |
| --- | ---------- | --- | - | - | - | ------- | ----- | ------ |
| 1.  | Brasilien  | 3   | 3 | 0 | 0 | 004:100 | +3    | 06:0   |
| 2.  | Costa Rica | 3   | 2 | 0 | 1 | 003:200 | +1    | 04:20  |
| 3.  | Schottland | 3   | 1 | 0 | 2 | 002:300 | −1    | 02:40  |
| 4.  | Schweden   | 3   | 0 | 0 | 3 | 003:600 | −3    | 0:60   |

Gruppe C der Fußball-Weltmeisterschaft 1990:

## Brasilien – Schweden 2:1 (1:0)
| Brasilien                                                        | Brasilien | Schweden | Schweden |
| ---------------------------------------------------------------- | --- | --- | -------- |
| Brasilien                                                        | \| 1. Spieltag \| \| Sonntag, 10. Juni 1990 um 21:00 Uhr in Turin (Stadio delle Alpi) \| \| Zuschauer: 62.628 \| \| Schiedsrichter: Tullio Lanese ( Italien) \| \| Spielbericht \| | \| 1. Spieltag \| \| Sonntag, 10. Juni 1990 um 21:00 Uhr in Turin (Stadio delle Alpi) \| \| Zuschauer: 62.628 \| \| Schiedsrichter: Tullio Lanese ( Italien) \| \| Spielbericht \|                                                             | Schweden |
| Brasilien                                                        | Cláudio Taffarel – Mauro Galvão – Carlos Mozer, Ricardo Gomes – Jorginho, Alemão, Dunga, Valdo (82. Paulo Silas), Branco – Müller, Careca Cheftrainer: Sebastião Lazaroni          | Thomas Ravelli – Roland Nilsson, Peter Larsson, Roger Ljung (70. Glenn Strömberg), Stefan Schwarz – Anders Limpar, Jonas Thern , Klas Ingesson, Joakim Nilsson – Mats Magnusson (46. Stefan Pettersson), Tomas Brolin Cheftrainer: Olle Nordin | Schweden |
| Brasilien                                                        | 1:0 Careca (40.) 2:0 Careca (63.) | 2:1 Brolin (79.) | Schweden |
| Brasilien                                                        | Mozer (38.), Branco (60.), Dunga (88.) | Joakim Nilsson (83.) | Schweden |
| 1. Spieltag                                                      | | |          |
| Sonntag, 10. Juni 1990 um 21:00 Uhr in Turin (Stadio delle Alpi) | | |          |
| Zuschauer: 62.628                                                | | |          |
| Schiedsrichter: Tullio Lanese ( Italien)                         | | |          |
| Spielbericht                                                     | | |          |

## Costa Rica – Schottland 1:0 (0:0)
| Costa Rica                                                          | Costa Rica | Schottland | Schottland |
| ------------------------------------------------------------------- | --- | --- | ---------- |
| Costa Rica                                                          | \| 1. Spieltag \| \| Montag, 11. Juni 1990 um 17:00 Uhr in Genua (Stadio Luigi Ferraris) \| \| Zuschauer: 30.867 \| \| Schiedsrichter: Juan Carlos Loustau ( Argentinien) \| \| Spielbericht \|                                                          | \| 1. Spieltag \| \| Montag, 11. Juni 1990 um 17:00 Uhr in Genua (Stadio Luigi Ferraris) \| \| Zuschauer: 30.867 \| \| Schiedsrichter: Juan Carlos Loustau ( Argentinien) \| \| Spielbericht \|                                  | Schottland |
| Costa Rica                                                          | Luis Gabelo Conejo – Róger Flores – Mauricio Montero, Héctor Marchena – Germán Chavarría, Róger Gómez, Óscar Ramírez, Juan Cayasso, José Carlos Chaves, Rónald González – Claudio Jara (80. Hernán Medford) Cheftrainer: Bora Milutinović ( Jugoslawien) | Jim Leighton – Richard Gough (46. Stewart McKimmie), Alex McLeish, Dave McPherson, Maurice Malpas – Paul McStay, Roy Aitken , Stuart McCall, Jim Bett (74. Ally McCoist) – Mo Johnston, Alan McInally Cheftrainer: Andy Roxburgh | Schottland |
| Costa Rica                                                          | 1:0 Cayasso (49.) | | Schottland |
| 1. Spieltag                                                         | | |            |
| Montag, 11. Juni 1990 um 17:00 Uhr in Genua (Stadio Luigi Ferraris) | | |            |
| Zuschauer: 30.867                                                   | | |            |
| Schiedsrichter: Juan Carlos Loustau ( Argentinien)                  | | |            |
| Spielbericht                                                        | | |            |

## Brasilien – Costa Rica 1:0 (1:0)
| Brasilien                                                        | Brasilien | Costa Rica | Costa Rica |
| ---------------------------------------------------------------- | --- | --- | ---------- |
| Brasilien                                                        | \| 2. Spieltag \| \| Samstag, 16. Juni 1990 um 17:00 Uhr in Turin (Stadio delle Alpi) \| \| Zuschauer: 58.007 \| \| Schiedsrichter: Neji Jouini ( Tunesien) \| \| Spielbericht \|      | \| 2. Spieltag \| \| Samstag, 16. Juni 1990 um 17:00 Uhr in Turin (Stadio delle Alpi) \| \| Zuschauer: 58.007 \| \| Schiedsrichter: Neji Jouini ( Tunesien) \| \| Spielbericht \|                                                                                             | Costa Rica |
| Brasilien                                                        | Cláudio Taffarel – Mauro Galvão – Carlos Mozer, Ricardo Gomes – Jorginho, Dunga, Alemão, Valdo (86. Paulo Silas), Branco – Müller, Careca (83. Bebeto) Cheftrainer: Sebastião Lazaroni | Luis Gabelo Conejo – Róger Flores – Héctor Marchena, Mauricio Montero – Germán Chavarría, Róger Gómez, Óscar Ramírez, Juan Cayasso (78. Alexandre Guimarães), José Carlos Chaves, Rónald González – Claudio Jara (71. Roy Myers) Cheftrainer: Bora Milutinović ( Jugoslawien) | Costa Rica |
| Brasilien                                                        | 1:0 Müller (33.) | | Costa Rica |
| Brasilien                                                        | Jorginho (88.), Mozer (90.) | Claudio Jara (16.), Gómez (59.) | Costa Rica |
| 2. Spieltag                                                      | | |            |
| Samstag, 16. Juni 1990 um 17:00 Uhr in Turin (Stadio delle Alpi) | | |            |
| Zuschauer: 58.007                                                | | |            |
| Schiedsrichter: Neji Jouini ( Tunesien)                          | | |            |
| Spielbericht                                                     | | |            |

## Schweden – Schottland 1:2 (0:1)
| Schweden                                                             | Schweden | Schottland | Schottland |
| -------------------------------------------------------------------- | --- | --- | ---------- |
| Schweden                                                             | \| 2. Spieltag \| \| Samstag, 16. Juni 1990 um 21:00 Uhr in Genua (Stadio Luigi Ferraris) \| \| Zuschauer: 31.823 \| \| Schiedsrichter: Carlos Maciel ( Paraguay) \| \| Spielbericht \|                                                        | \| 2. Spieltag \| \| Samstag, 16. Juni 1990 um 21:00 Uhr in Genua (Stadio Luigi Ferraris) \| \| Zuschauer: 31.823 \| \| Schiedsrichter: Carlos Maciel ( Paraguay) \| \| Spielbericht \|                                         | Schottland |
| Schweden                                                             | Thomas Ravelli – Roland Nilsson, Glenn Hysén , Peter Larsson (75. Glenn Strömberg), Stefan Schwarz – Anders Limpar, Klas Ingesson, Jonas Thern, Joakim Nilsson – Tomas Brolin, Stefan Pettersson (62. Johnny Ekström) Cheftrainer: Olle Nordin | Jim Leighton – Dave McPherson, Craig Levein, Alex McLeish, Maurice Malpas – Roy Aitken , Stuart McCall, Murdo MacLeod, Gordon Durie (75. Paul McStay) – Robert Fleck (84. Ally McCoist), Mo Johnston Cheftrainer: Andy Roxburgh | Schottland |
| Schweden                                                             | 1:2 Strömberg (86.) | 0:1 McCall (11.) 0:2 Johnston (81., Foulelfmeter) | Schottland |
| Schweden                                                             | Thern (59.) | McPherson (68.) | Schottland |
| 2. Spieltag                                                          | | |            |
| Samstag, 16. Juni 1990 um 21:00 Uhr in Genua (Stadio Luigi Ferraris) | | |            |
| Zuschauer: 31.823                                                    | | |            |
| Schiedsrichter: Carlos Maciel ( Paraguay)                            | | |            |
| Spielbericht                                                         | | |            |

## Brasilien – Schottland 1:0 (0:0)
| Brasilien                                                         | Brasilien | Schottland | Schottland |
| ----------------------------------------------------------------- | --- | --- | ---------- |
| Brasilien                                                         | \| 3. Spieltag \| \| Mittwoch, 20. Juni 1990 um 21:00 Uhr in Turin (Stadio delle Alpi) \| \| Zuschauer: 62.502 \| \| Schiedsrichter: Helmut Kohl ( Österreich) \| \| Spielbericht \| | \| 3. Spieltag \| \| Mittwoch, 20. Juni 1990 um 21:00 Uhr in Turin (Stadio delle Alpi) \| \| Zuschauer: 62.502 \| \| Schiedsrichter: Helmut Kohl ( Österreich) \| \| Spielbericht \|                                                  | Schottland |
| Brasilien                                                         | Cláudio Taffarel – Mauro Galvão – Ricardo Gomes , Ricardo Rocha – Jorginho, Alemão, Dunga, Valdo, Branco – Romário (65. Müller), Careca Cheftrainer: Sebastião Lazaroni              | Jim Leighton – Roy Aitken – Dave McPherson, Alex McLeish – Stewart McKimmie, Stuart McCall, Paul McStay, Murdo MacLeod (39. Gary Gillespie), Maurice Malpas – Ally McCoist (79. Robert Fleck), Mo Johnston Cheftrainer: Andy Roxburgh | Schottland |
| Brasilien                                                         | 1:0 Müller (81.) | | Schottland |
| Brasilien                                                         | Johnston (5.), MacLeod (8.) | | Schottland |
| 3. Spieltag                                                       | | |            |
| Mittwoch, 20. Juni 1990 um 21:00 Uhr in Turin (Stadio delle Alpi) | | |            |
| Zuschauer: 62.502                                                 | | |            |
| Schiedsrichter: Helmut Kohl ( Österreich)                         | | |            |
| Spielbericht                                                      | | |            |

## Schweden – Costa Rica 1:2 (1:0)
| Schweden                                                              | Schweden | Costa Rica | Costa Rica |
| --------------------------------------------------------------------- | --- | --- | ---------- |
| Schweden                                                              | \| 3. Spieltag \| \| Mittwoch, 20. Juni 1990 um 21:00 Uhr in Genua (Stadio Luigi Ferraris) \| \| Zuschauer: 30.223 \| \| Schiedsrichter: Zoran Petrović ( Jugoslawien) \| \| Spielbericht \|                                                 | \| 3. Spieltag \| \| Mittwoch, 20. Juni 1990 um 21:00 Uhr in Genua (Stadio Luigi Ferraris) \| \| Zuschauer: 30.223 \| \| Schiedsrichter: Zoran Petrović ( Jugoslawien) \| \| Spielbericht \|                                                                                       | Costa Rica |
| Schweden                                                              | Thomas Ravelli – Roland Nilsson, Glenn Hysén , Peter Larsson, Stefan Schwarz – Stefan Pettersson, Glenn Strömberg (81. Leif Engqvist), Klas Ingesson, Joakim Nilsson – Johnny Ekström, Tomas Brolin (34. Mats Gren) Cheftrainer: Olle Nordin | Luis Gabelo Conejo – Róger Flores – Héctor Marchena, Mauricio Montero – Germán Chavarría (74. Alexandre Guimarães), José Carlos Chaves, Róger Gómez (60. Hernán Medford), Óscar Ramírez, Rónald González – Juan Cayasso, Claudio Jara Cheftrainer: Bora Milutinović ( Jugoslawien) | Costa Rica |
| Schweden                                                              | 1:0 Ekström (32.) | 1:1 Flores (75.) 1:2 Medford (87.) | Costa Rica |
| Schweden                                                              | Strömberg (18.), Schwarz (74.) | Gómez (28.), Marchena (53.) | Costa Rica |
| Schweden                                                              | Das 1:0 war das 1.400. WM-Tor | | Costa Rica |
| 3. Spieltag                                                           | | |            |
| Mittwoch, 20. Juni 1990 um 21:00 Uhr in Genua (Stadio Luigi Ferraris) | | |            |
| Zuschauer: 30.223                                                     | | |            |
| Schiedsrichter: Zoran Petrović ( Jugoslawien)                         | | |            |
| Spielbericht                                                          | | |            |